# إنفيرنيس نيرن باديرنوتش وستراذسبي (دائرة انتخابية في المملكة المتحدة)
إنفيرنيس، نيرن، باديرنوتش وستراذسبي (بالإنجليزية: Inverness, Nairn, Badenoch and Strathspey)‏ هي إحدى الدوائر الانتخابية في المملكة المتحدة الممثلة في مجلس العموم في برلمان المملكة المتحدة.
عضو البرلمان الذي يمثلها حالياً هو :Danny Alexander (LD).